# South Heights
South Heights  è una borough degli Stati Uniti d'America, nella contea di Beaver nello Stato della Pennsylvania. Secondo il censimento del 2000 la popolazione è di 542 abitanti.

## Società

### Evoluzione demografica
La composizione etnica vede una prevalenza della razza bianca (98,52%) seguita da quella afroamericana (0,74%), dati del 2000.
| borough di South Heights Popolazione |     |
| 2000                                 | 542 |
| Stima al 2009                        | 490 |